# Coisy
Coisy ist eine französische Gemeinde mit 381 Einwohnern (Stand 1. Januar 2022) im Département Somme in der Region Hauts-de-France. Sie gehört zum Arrondissement Amiens und zum Kanton Amiens-2.
Nachbargemeinden von Coisy sind Villers-Bocage im Norden, Cardonnette im Osten, Rainneville im Südosten, Poulainville im Süden und Bertangles im Südwesten.

## Bevölkerungsentwicklung
| Jahr      | 1962 | 1968 | 1975 | 1982 | 1990 | 1999 | 2008 |
| Einwohner | 183  | 196  | 175  | 184  | 226  | 246  | 286  |

## Sehenswürdigkeiten
- Kirche Notre-Dame (1854)
- Schlossruine, 17. Jahrhundert
- Priorei in Flesserolles (1156 belegt)